# Хірпосі
Хірпо́сі (рос. Хирпоси, чув. Хирпуç) — присілок у складі Вурнарського району Чувашії, Росія. Входить до складу Хірпосинського сільського поселення.
Населення — 518 осіб (2010; 637 у 2002).
Національний склад:
- чуваші — 99 %